# Allium korolkowii
Allium korolkowii — вид рослин з родини амарилісових (Amaryllidaceae); поширений у центральній Азії.

## Опис
Цибулина поодинока або скупчені, яйцюваті, діаметром 0.5–1 см; оболонка коричнева. Листків 2–4, значно коротші від стеблини, завширшки ≈ 0.5 мм, напівциліндричні, зверху жолобчасті, гладенькі або шершаві вздовж ребер. Стеблина 10–30 см, циліндрична, вкрита листовими піхвами на ≈ 1/3 довжини. Зонтик майже півсферичний, малоквітковий. Оцвітина від біла до рожево-білого або блідо-червоного забарвлення; сегменти з пурпурною серединною жилкою, довгасто-ланцетні, рівні, 5–6.5 × 1.2–1.8 мм. Період цвітіння й плодоношення: липень — серпень.

## Поширення
Поширення: Казахстан, Киргизстан, Китай — Сіньцзян.
Населяє сухі схили, улоговини, береги річок.